# هاكون ليند
هاكون ليند (بالنرويجية البوكمول: Haakon Lind)‏ (11 أغسطس 1906 – 28 يونيو 1955) هو ملاكم نرويجي راحل، مثّل بلاده في الألعاب الأولمبية الصيفية 1928.

## روابط خارجية
هاكون ليند على موقع بوكس ريك (الإنجليزية) (registration required)
- هاكون ليند على موقع أوليمبيديا (الإنجليزية)